# St. Johannes der Täufer (Eschach)

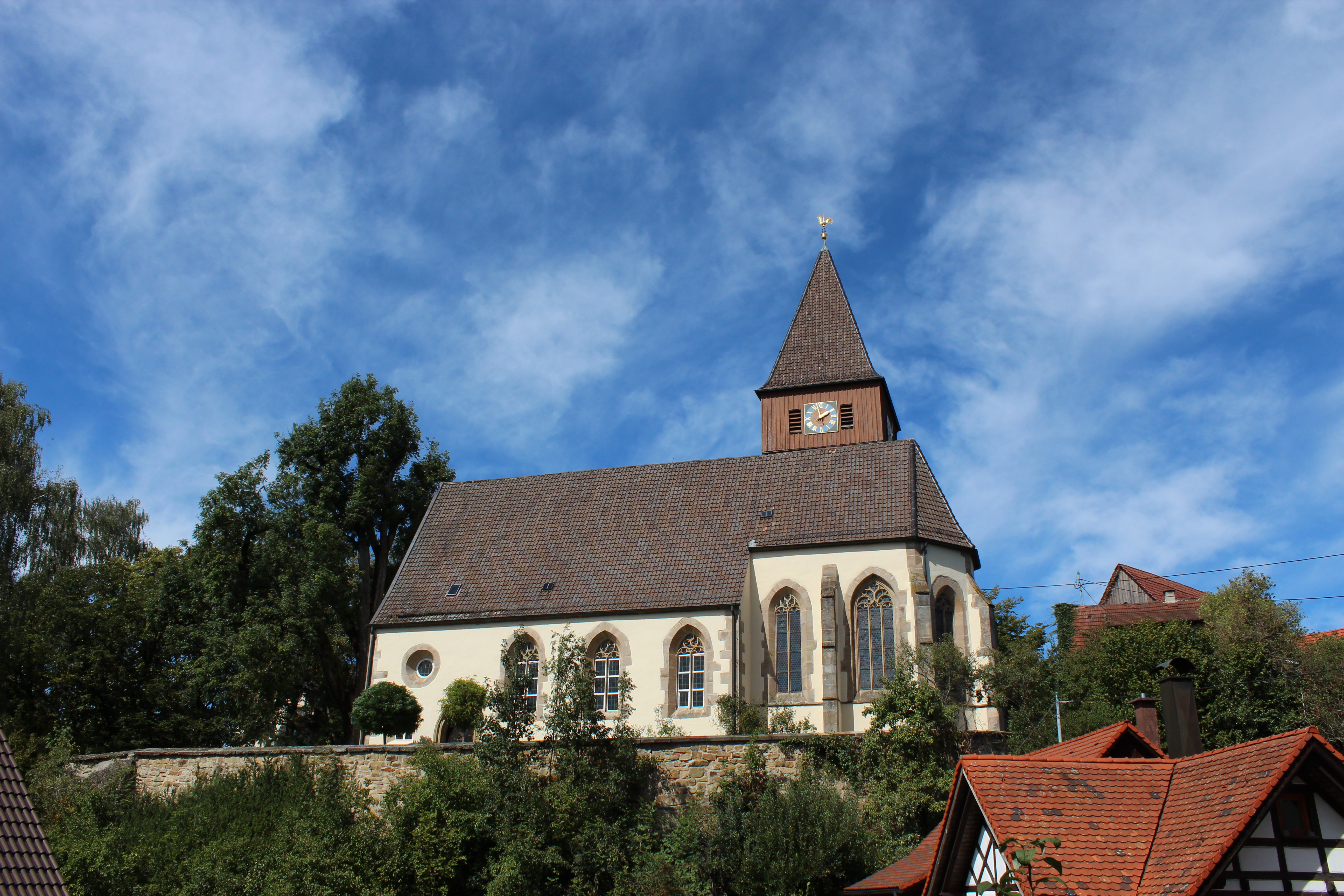
St. Johannes der Täufer in Eschach

Die evangelische Pfarrkirche St. Johannes der Täufer steht in Eschach, einer Gemeinde im Ostalbkreis in Baden-Württemberg. Das Bauwerk ist beim Landesamt für Denkmalpflege Baden-Württemberg als Baudenkmal eingetragen. Die Kirchengemeinde gehört zum Kirchenbezirk Schwäbisch Gmünd der Evangelischen Landeskirche in Württemberg.

## Beschreibung
Der Vorgängerbau wurde 1493 zur spätgotischen Saalkirche umgebaut. Diese besteht aus dem Langhaus, dem eingezogenen, dreiseitig geschlossenen Chor, der von Strebepfeilern gestützt wird, im Osten und einem Chorflankenturm auf quadratischem Grundriss an dessen Nordwand, dessen Erdgeschoss als Sakristei dient. 1914/16 wurde der Chorflankenturm nach einem Entwurf von Martin Elsaesser um ein Geschoss mit der Turmuhr und dem Glockenstuhl aufgestockt und mit einem Pyramidendach bedeckt.
Der Innenraum des Chors ist mit einem Netzgewölbe überspannt. Zur Kirchenausstattung gehörte ein Flügelaltar der Ulmer Schule von 1496. Das ursprünglich als Hochaltar dienende Werk wird Jörg Syrlin dem Jüngeren zugeschrieben und befindet sich jetzt in der Staatsgalerie Stuttgart.